# Mesodesmus brevilobus
Mesodesmus brevilobus är en mångfotingart som först beskrevs av Carl Graf Attems 1937.  Mesodesmus brevilobus ingår i släktet Mesodesmus och familjen Chelodesmidae. Inga underarter finns listade i Catalogue of Life.